# Lac Cosnier
Lac Cosnier är en sjö i Kanada.   Den ligger i regionen Nord-du-Québec och provinsen Québec, i den östra delen av landet, 600 km norr om huvudstaden Ottawa. Lac Cosnier ligger 496 meter över havet. Arean är 14,0 kvadratkilometer. Den sträcker sig 12,5 kilometer i nord-sydlig riktning, och 9,9 kilometer i öst-västlig riktning.
Trakten runt Lac Cosnier är nära nog obefolkad, med mindre än två invånare per kvadratkilometer.